# Grete Bibring-Lehner

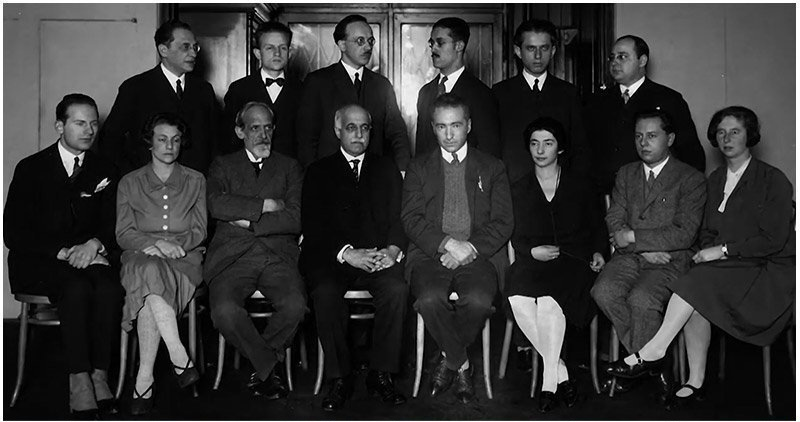
Grete Bibring-Lehner im Wiener Psychoanalytischen Ambulatorium 1922 (sitzend, 3. von rechts).
Foto: Ludwig Gutmann

Grete Bibring-Lehner (geboren als Grete Lehner 11. Januar 1899 in Wien, Österreich-Ungarn; gestorben 10. August 1977 in Cambridge, Massachusetts) war eine österreichisch-US-amerikanische Psychoanalytikerin.

## Leben
Grete Lehner war eine Tochter des Fabrikanten Moritz Lehner und der Victoria Stengel. Ihr Vater war Mitglied der Sozialdemokratischen Arbeiterpartei und der Hegel-Gesellschaft und gehörte zur intellektuellen jüdischen Oberschicht Wiens. Lehner besuchte von 1910 bis 1918 das humanistische Mädchengymnasium in Wien. Ab 1918 studierte sie Medizin in Wien und wirkte 1919 mit ihren Kommilitonen Otto Fenichel, Edward Bibring und Wilhelm Reich an der Gründung eines „Arbeitskreises über Sexuologie und Psychoanalyse“ mit. 1921 heiratete sie Edward Bibring, beide wurden zu den Sitzungen der Wiener Psychoanalytischen Vereinigung eingeladen, deren Mitglied sie, nach der Promotion im Jahr 1924, im Jahr 1925 wurde.
Eine Analyse absolvierte sie bei Hermann Nunberg. Sie gehörte zu den ersten Absolventen des Lehrinstituts der Vereinigung. Von 1924 bis 1927 bildete sie sich in Neurologie und Psychiatrie am Allgemeinen Krankenhaus bei Julius Wagner-Jauregg und an der Psychiatrischen Klinik bei Emil Mattauschek fort. Mit ihrem Mann betrieb sie eine Privatpraxis im 7. Bezirk. Grete Bibring-Lehner arbeitete im Psychoanalytischen Ambulatorium der Vereinigung und wurde 1934 Mitglied im Lehrausschuss.
Nach dem Anschluss Österreichs 1938 emigrierte sie mit Mutter, Mann und den zwei 1929 und 1931 geborenen Söhnen auf dem Sammelvisum für Sigmund Freud nach England, wo sie Mitglied der British Psychoanalytical Society wurde und als Lehranalytikerin praktizierte. Da Edward Bibring eine Dozentur am Tufts Medical College in Boston angeboten wurde, übersiedelten sie 1941 in die USA. Grete Bibring-Lehner wurde dort Mitglied und Lehranalytikerin am Boston Psychoanalytic Institute und leitete von 1946 bis 1965 die Psychiatrische Abteilung des Beth Israel-Hospital. Sie lehrte analytische Psychologie am Simmons College und wurde 1961 als erste Frau Professorin an der Harvard Medical School. Zwischen 1957 und 1962 führte sie Forschungen zur psychologischen Bedeutung der Schwangerschaft und der Mutter-Kind-Beziehung durch.
Von 1958 bis 1963 war sie Vizepräsidentin der Internationalen Psychoanalytischen Vereinigung und 1962 für ein Jahr Präsidentin der American Psychoanalytic Association (APsaA).
Die Brandeis University verlieh ihr eine Ehrung und die American Academy of Arts and Sciences ernannte sie 1968 zum Fellow.
Nach ihrer Pensionierung leitete sie mehrere Jahre ein Seminar am Radcliffe Institute for Advanced Study über Erziehungsmuster und Karriere von Frauen.

## Schriften (Auswahl)
- mit Ralph J Kahana: Lectures in medical psychology; an introduction to the care of patients. New York : International Universities Press, 1968
- (Hrsg.): The Teaching of dynamic psychiatry; a reappraisal of the goals and techniques in the teaching of psychoanalytic psychiatry. Tagungsband. Beth Israel Hospital. New York : International University Press, 1968
- Psychological aspects of pregnancy. Forschungsbericht. Manuskript. Henry A. Murray Research Center, 1962